# Brombach (Finkenbach)
Der Brombach ist ein Odenwald-Bach im baden-württembergischen Rhein-Neckar-Kreis und danach etwas kürzer im hessischen Landkreis Bergstraße. Nach fast vier Kilometer langem Lauf meist nach Südosten mündet er etwa zwei Kilometer nördlich der Stadtmitte von Hirschhorn von rechts in den unteren Finkenbach.

## Geographie

### Verlauf
Der Brombach entsteht auf etwa 309 m ü. NHN in einer quelligen Wiese etwa hundert Meter südlich der Maria-Magdalena-Kirche von Brombach. Seine Talkerbe in der Rodungsinsel des Ortes lässt sich bergwärts noch wenigstens 11⁄2 km weiter nach Norden verfolgen. Der Bach fließt anfangs südwärts, zunächst noch von einer Häuserzeile Brombachs am linken Unterhang begleitet, er passiert dabei die rechtsseits stehende Mühle des Ortes. Hiernach wendet er sich linksseits von der K 4117 begleitet auf südöstlichen Lauf, Wald zieht sich nun dauerhaft von den umgebenden Bergen bis an die enge Wiesenaue des Baches herab. Auf diesem Abschnitt fließt er im die Talaue einnehmenden Naturschutzgebiet Brombacher Tal, in dem ihn etliche Seitenbäche begleiten und das bis zur Landesgrenze nach knapp zwei Dritteln seines Laufes reicht.
Jenseits auf dem Gebiet der Stadt Hirschhorn setzt sich die enge Aue unter Waldbergen links und rechts fort. Ehe der Bach die Flussaue des Finkenbachs erreicht, kurvt das Tal zuletzt ostwärts ein, dann kreuzt er die L 3119 am Rand des Flusstals, durchquert dessen breiterer Aue und fließt schließlich auf etwa 142 m ü. NHN von links in den unteren Finkenbach ein.
Der Brombach mündet nach 3,8 km langem Lauf mit mittlerem Sohlgefälle von etwa 44 ‰ rund 167 Höhenmeter unterhalb seines Ursprungs nahe der Brombacher Kirche.
Der Bach hat ein leicht geschlungenes Kerbsohlental und einen anfangs recht geradlinigen, nach seiner Südostwende bei der Mühle aber geschlungenen bis mäandrierenden Lauf. Außer Seitenläufen im Naturschutzgebiet und noch etwas danach hat er keine wesentlichen Zuflüsse.

### Einzugsgebiet
Das Einzugsgebiet des Brombachs umfasst 6,8 km² und gehört naturräumlich zum  Südlichen zertalten Sandsteinodenwald im Unterraum Zentraler Sandstein-Odenwald des Buntsandstein-Odenwaldes. Sein mit etwa 505,8 m ü. NHN höchster Punkt liegt nördlich von Brombach auf der Waldkuppe Flockenbusch. Außerhalb der Rodungsinsel um den Ort Brombach, wo es fast ausschließlich Wiesen gibt, sowie des engen Talwiesenbandes um den Lauf steht überall Wald, der den größten Flächenanteil einnimmt. Der einzige besiedelte Ort darin ist der Quellort Brombach, der mit seiner Gemarkung in einer Stadtexklave von Eberbach liegt. Diese umfasst über drei Viertel des Einzugsgebietes, der Rest liegt, außer einem sehr kleinen Waldzwickel ganz im Norden, der zur Gemeinde Wald-Michelbach gehört, beidseits des Unterlaufs im Stadtgebiet von Hirschhorn.

## Natur und Schutzgebiete

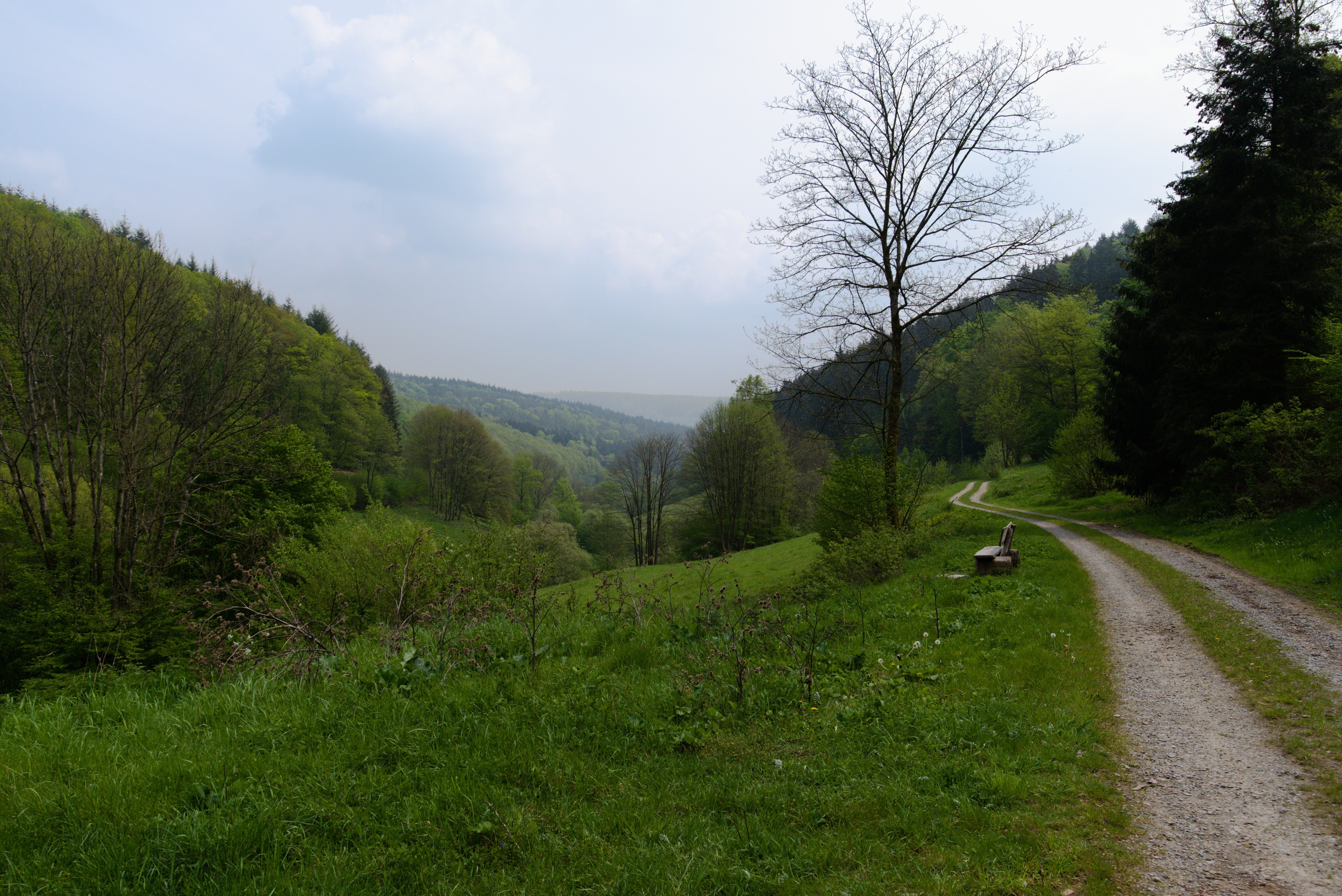
Ein gut ausgebauter Feldweg entlang des Brombacher Tals mit Blickrichtung bachabwärts zum Finkenbachtal

Im baden-württembergischen Naturschutzgebiet Brombacher Tal, das sich in der Bachaue von der Mühle bis zur Landesgrenze erstreckt, ist der Brombach meist einen bis drei Meter breit, gegen Ende auch vier Meter. Die ihn dort in seiner feuchten Wiesenaue begleitenden, teils an Fließ- oder Sickerquellen entspringenden Seitenbäche erreichen bis zu einem Meter Breite. Die gesamte Exklave von Brombach liegt außerdem im FFH-Gebiet Odenwald Brombachtal. Auf hessischem Gebiet durchfließt der Brombach bis zur Einmündung in den Finkenbach das FFH-Gebiet Odenwald bei Hirschhorn, aber kein Naturschutzgebiet.
Der baden-württembergische Gebietsanteil gehört außerhalb der Brombacher Ortsflur zum Landschaftsschutzgebiet Odenwald und insgesamt zum Naturpark Neckartal-Odenwald, der hessische Gebietsanteil liegt im  Geo-Naturpark Bergstraße-Odenwald. Westlich der Talrinne durch den Ort Brombach ist ein nicht ganz einen Quadratkilometer großes Wasserschutzgebiet festgesetzt, die zugehörigen Wasserfassungen liegen nahe dem Ursprung in der Talaue.

### LUBW
Amtliche Online-Gewässerkarte mit passendem Ausschnitt und den hier benutzten Layern: Lauf und Einzugsgebiet des Brombachs

Allgemeiner Einstieg ohne Voreinstellungen und Layer: Daten- und Kartendienst der Landesanstalt für Umwelt Baden-Württemberg (LUBW) (Hinweise)
1. ↑  Höhe nach dem Höhenlinienbild auf dem Hintergrundlayer Topographische Karte.
2. ↑  Länge nach dem Layer Gewässernetz (AWGN).
3. ↑  Einzugsgebiet nach dem Layer Basiseinzugsgebiet (AWGN).
4. ↑  Schutzgebiete nach den einschlägigen Layern, Natur teilweise nach dem Layer Geschützte Biotope.

### Andere Belege
1. ↑  Höhe nach dem Höhenlinienbild auf LAGIS, Topographische Karten
2. ↑  Abfluss-BW - Daten und Karten
3. ↑  Otto Klausing: Geographische Landesaufnahme: Die naturräumlichen Einheiten auf Blatt 151 Darmstadt. Bundesanstalt für Landeskunde, Bad Godesberg 1967. → Online-Karte (PDF; 4,3 MB)
4. ↑  Josef Schmithüsen: Geographische Landesaufnahme: Die naturräumlichen Einheiten auf Blatt 161 Karlsruhe. Bundesanstalt für Landeskunde, Bad Godesberg 1952. → Online-Karte (PDF; 5,1 MB)
5. ↑  Höhe nach schwarzer Beschriftung auf dem Layer WMS LGL-BW Topographische Freizeitkarte 1:25.000 auf: Geoportal Baden-Württemberg (Hinweise)
6. ↑  Grunddatenerhebung des FFH-Gebietes „6519-304 Odenwald bei Hirschhorn“ und des Vogelschutzgebietes „6519-450 Unteres Neckartal bei Hirschhorn“. Übersichtskarte des FFH-Gebietes und des Vogelschutzgebietes. Natureg